# The Only Hope for Me Is You
The Only Hope for Me Is You è un singolo del gruppo musicale statunitense My Chemical Romance, il secondo estratto dal loro quarto album in studio Danger Days: The True Lives of the Fabulous Killjoys, pubblicato il 12 ottobre 2010.
Il brano fa parte della colonna sonora del film del 2011 Transformers 3.

## Formazione
My Chemical Romance
- Gerard Way – voce
- Ray Toro – chitarra solista, cori
- Frank Iero – chitarra ritmica, cori
- Mikey Way – basso

Altri musicisti
- John Miceli – batteria
- Jamie Muhoberac – tastiera

## Tracce
Prima versione
1. The Only Hope for Me Is You – 4:32

Seconda versione
1. The Only Hope for Me Is You – 4:32
2. The Kids from Yesterday (Dan P. Carter Mix) – 4:56
3. Common People (Recorded for Fearne Cotton on BBC Radio 1) – 5:35

## Classifiche
| Classifica (2010) | Posizione massima |
| ----------------- | ----------------- |
| Stati Uniti       | 106               |
| Canada            | 86                |